# Basiothia schenki
Basiothia schenki (tên tiếng Anh: Brown Striped Hawk) là một loài bướm đêm thuộc họ Sphingidae. Nó được tìm thấy ở Zimbabwe và Nam Phi.
Ấu trùng ăn các loài Vernonia.